# Parrocchia di Webster
La parrocchia di Webster (in inglese Webster Parish) è una parrocchia dello Stato della Louisiana, negli Stati Uniti. La popolazione al censimento del 2000 era di 41 831 abitanti. Il capoluogo è Minden.
La parrocchia (in Louisiana le parrocchie costituiscono un livello amministrativo equivalente a quello delle contee degli altri stati degli USA) fu creata nel 1871.